# 鲁勒
鲁勒（1917年—），原名侯仲勋，曾用名莫怡、陌人，男，汉族，河南商丘人，曾任中国艺术研究院电影研究所所长、《电影文化》杂志主编，中国电影家协会理事。